# Liste des intercommunalités de l'Aisne

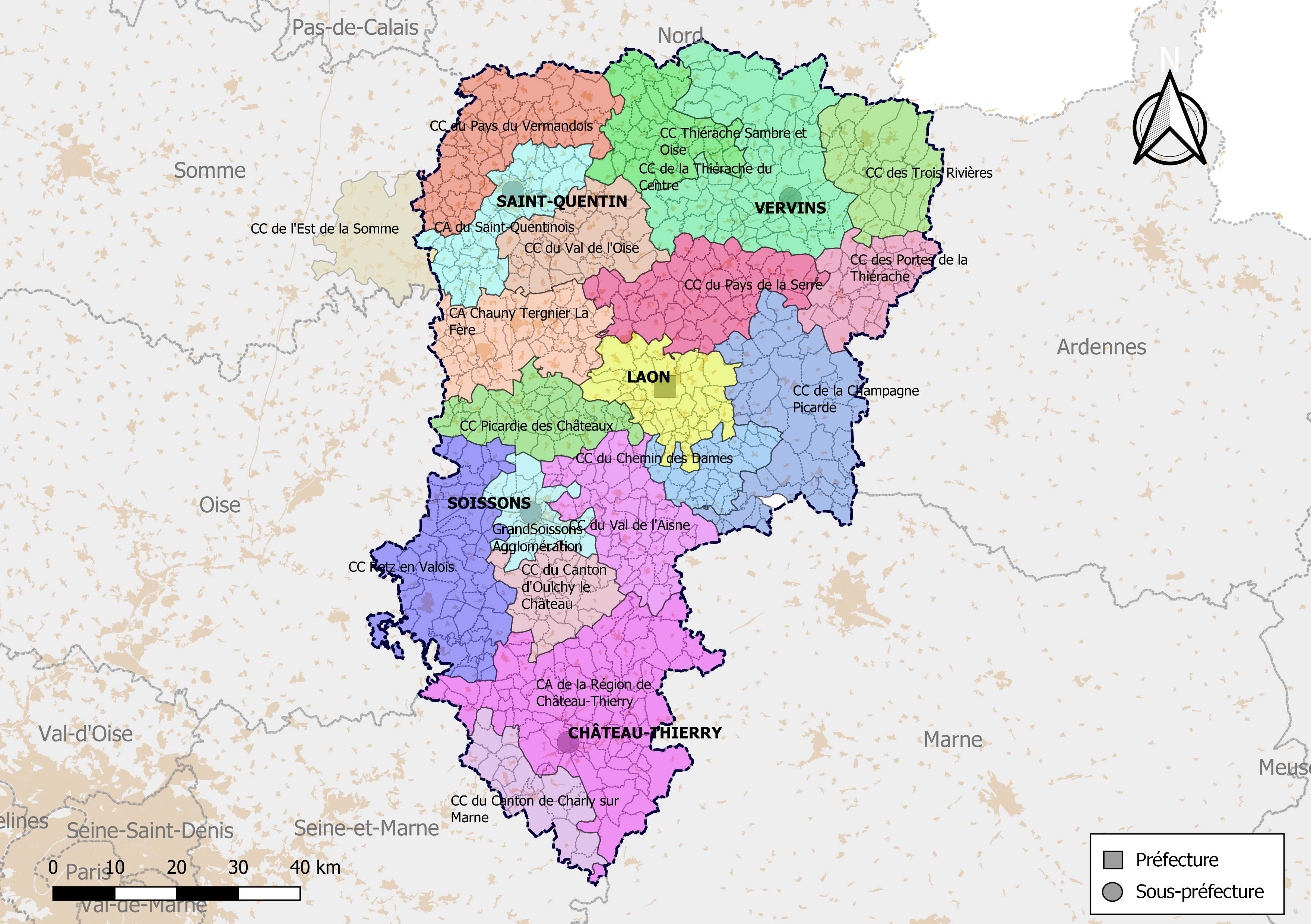
Carte des EPCI de l'Aisne au 1er janvier 2019.

Au 1er janvier 2020, le département de l'Aisne compte 19 intercommunalités à fiscalité propre dont le siège est dans le département (5 communautés d'agglomération et 14 communautés de communes). Une commune fait partie d'une intercommunalité dont le siège est situé dans la Somme.

## Liste des intercommunalités à fiscalité propre
| Forme juridique                                           | Nom                                | no SIREN  | Date de création | Nombre de communes     | Population (der. pop. légale) | Superficie (km2) | Densité (hab./km2) | Siège                         | Président                |
| --------------------------------------------------------- | ---------------------------------- | --------- | ---------------- | ---------------------- | ----------------------------- | ---------------- | ------------------ | ----------------------------- | ------------------------ |
| Communauté d'agglomération                                | CA du Saint-Quentinois             | 200071892 | 1er janvier 2017 | 39                     | 79 401 (2021)                 | 293,30           | 271                | Saint-Quentin                 | Frédérique Macarez       |
| Communauté d'agglomération                                | CA Chauny-Tergnier-La Fère         | 200071785 | 1er janvier 2017 | 48                     | 54 679 (2021)                 | 382,80           | 143                | Chauny                        | Dominique Ignaszak       |
| Communauté d'agglomération                                | CA de la Région de Château-Thierry | 200072031 | 1er janvier 2017 | 87                     | 54 283 (2021)                 | 880,0            | 62                 | Étampes-sur-Marne             | Étienne Hay              |
| Communauté d'agglomération                                | GrandSoissons Agglomération        | 240200477 | 29 décembre 1999 | 27                     | 52 584 (2021)                 | 181,0            | 291                | Cuffies                       | Alain Crémont            |
| Communauté d'agglomération                                | CA du Pays de Laon                 | 200043495 | 1er janvier 2014 | 38                     | 41 739 (2021)                 | 315,40           | 132                | Aulnois-sous-Laon             | Éric Delhaye             |
| Communauté de communes                                    | CC du Pays du Vermandois           | 240200493 | 31 décembre 1993 | 54                     | 31 038 (2021)                 | 448,30           | 69                 | Bellicourt                    | Marcel Leclere           |
| Communauté de communes                                    | CC Retz-en-Valois                  | 200071991 | 1er janvier 2017 | 54                     | 28 978 (2021)                 | 534,40           | 54                 | Villers-Cotterêts             | Alexandre de Montesquiou |
| Communauté de communes                                    | CC de la Thiérache du Centre       | 240200444 | 31 décembre 1992 | 68                     | 25 949 (2021)                 | 722,10           | 36                 | La Capelle                    | Olivier Cambraye         |
| Communauté de communes                                    | CC des Trois Rivières              | 240200600 | 29 décembre 1995 | 26                     | 20 779 (2021)                 | 349,20           | 60                 | Buire                         | Jean-Jacques Thomas      |
| Communauté de communes                                    | CC de la Champagne Picarde         | 240200576 | 22 décembre 1995 | 46                     | 20 838 (2021)                 | 578,20           | 36                 | Saint-Erme-Outre-et-Ramecourt | Alain Lorain             |
| Communauté de communes                                    | CC du Val de l'Aisne               | 240200501 | 28 décembre 1994 | 56                     | 20 284 (2022)                 | 395,20           | 51                 | Presles-et-Boves              | Thierry Routier          |
| Communauté de communes                                    | CC Picardie des Châteaux           | 200071769 | 1er janvier 2017 | 36                     | 16 886 (2021)                 | 291,20           | 58                 | Pinon                         | Vincent Morlet           |
| Communauté de communes                                    | CC Thiérache Sambre et Oise        | 200071983 | 1er janvier 2017 | 36                     | 16 499 (2021)                 | 329,30           | 50                 | Guise                         | Hugues Cochet            |
| Communauté de communes                                    | CC du Val de l'Oise                | 200040426 | 1er janvier 2014 | 32                     | 15 847 (2021)                 | 327,20           | 48                 | Mézières-sur-Oise             | Didier Beauvais          |
| Communauté de communes                                    | CC du canton de Charly-sur-Marne   | 240200584 | 29 décembre 1995 | 21                     | 15 498 (2021)                 | 235,20           | 66                 | Charly-sur-Marne              | Élisabeth Clobourse      |
| Communauté de communes                                    | CC du Pays de la Serre             | 240200469 | 17 décembre 1992 | 42                     | 14 394 (2021)                 | 428,70           | 34                 | Crécy-sur-Serre               | Carole Ribeiro           |
| Communauté de communes                                    | CC des Portes de la Thiérache      | 240200634 | 22 décembre 1997 | 30                     | 6 729 (2021)                  | 257,20           | 26                 | Rozoy-sur-Serre               | Jean-François Pagnon     |
| Communauté de communes                                    | CC du canton d'Oulchy-le-Château   | 240200519 | 30 décembre 1994 | 26                     | 5 569 (2021)                  | 231,80           | 24                 | Oulchy-le-Château             | Hervé Muzart             |
| Communauté de communes                                    | CC du Chemin des Dames             | 240200592 | 29 décembre 1995 | 30                     | 5 485 (2021)                  | 179,0            | 31                 | Craonne                       | Jean-Paul Coffinet       |
| Intercommunalité dont le siège est situé hors département |                                    |           |                  |                        |                               |                  |                    |                               |                          |
| Communauté de communes                                    | CC de l'Est de la Somme            | 200070985 | 1er janvier 2017 | 41 (dont 1 dans le 02) | 19 829 (2021)                 | 264,60           | 75                 | Ham (80)                      | José Rioja               |

## EPCI sans fiscalité propre
| Évolution du nombre d'EPCI sans fiscalité propre   | 1er janvier 1992 | 1er janvier 2006 | 1er janvier 2011 | 1er janvier 2015 |
| -------------------------------------------------- | ---------------- | ---------------- | ---------------- | ---------------- |
| Syndicat intercommunal à vocation unique (SIVU)    | 318              | 266              | 242              | 205              |
| Syndicat intercommunal à vocation multiple (SIVOM) | 26               | 14               | 13               | 10               |
| Syndicat mixte                                     | 9                | 18               | 16               | 15               |
| Total                                              | 353              | 298              | 271              | 230              |

## Le SDCI de 2011
Dans le cadre de la réforme des collectivités territoriales françaises, la loi de réforme des collectivités territoriales du 16 décembre 2010 (dite loi RCT) a prévu l’élaboration d’un schéma départemental de coopération intercommunale (SDCI), de valeur prescriptive, destiné à permettre l'intégration de la totalité des communes dans un EPCI à fiscalité propre, la suppression des enclaves et discontinuités territoriales et les modalités de rationalisation des périmètres des établissements publics de coopération intercommunale et des syndicats mixtes existants.
Le SDCI approuvé en décembre 2011 a prévu la couverture de l'intégralité du territoire départemental avec 27 EPCI à fiscalité propre.
Cela impliquait :
- la fusion de deux communautés de communes de l'arrondissement de Saint-Quentin : La communauté de communes de la Vallée de l'Oise et la communauté de communes du Val d'Origny ont fusionné pour former le 1er janvier 2014 la communauté de communes du Val de l'Oise ;
- l'extension du périmètre de 12 communautés de communes à la suite de l'intégration de 19 communes isolées, enclavées et/ou en discontinuité territoriale. Chevregny  a notamment été intégrée le 1er janvier 2013 à la communauté de communes du Chemin des Dames, assurant ainsi sa continuité territoriale par rapport à Trucy. Parmi les communes qui étaient restées isolées 12 ont été intégrées dans des intercommunalités à fiscalité propre au 1er janvier 2013 et 7 au 1er janvier 2014 ;
- le déplacement des limites territoriales de deux communes pour mettre fin à une discontinuité territoriale d'une communauté de communes de l'arrondissement de Château Thierry : le décret du 22 novembre 2013[23] a modifié les limites territoriales de La Celle-sous-Montmirail et Vendières, assurant ainsi la continuité territoriale de la communauté de communes du canton de Condé-en-Brie ;
- 27 dissolutions de syndicats de communes, 6 modifications de périmètre, une fusion. 20 dissolutions sont intervenues, ainsi que 4 modifications de périmètres et deux fusions de syndicats des eaux.

Parallèlement, 3 communes nouvelles ont été créées au 1er janvier 2016 :
- Dhuys et Morin-en-Brie regroupe Artonges, la Celle-sous-Montmirail, Fontenelle-en-Brie et Marchais-en-Brie ;
- Les Septvallons regroupe Vauxcéré, Glennes, Longueval-Barbonval, Merval, Perles, Révillon, et Villers-en-Prayères ;
- Vallées en Champagne regroupe Baulne-en-Brie, la Chapelle-Monthodon et Saint-Agnan[21].

## La loi NOTRe et le SDCI de 2016
Dans le cadre des dispositions de la loi portant nouvelle organisation territoriale de la République (Loi NOTRe) du 7 août 2015, qui prévoit que les établissements publics de coopération intercommunale (EPCI) à fiscalité propre doivent avoir un minimum de 15 000 habitants (sous réserve de certaines dérogations bénéficiant aux territoires de très faible densité), le préfet de l'Aisne a adopté, après avis de la commission départementale de coopération intercommunale le nouveau SDCI par arrêté du 30 mars 2016.
Celui-ci prévoit notamment :
- la fusion de la communauté de communes de la Thiérache d'Aumale et de la communauté de communes de la Région de Guise, aboutissant au regroupement de 36 communes comptant 17 536 habitants ;
- la fusion de la  communauté de communes du canton de Saint-Simon et de la communauté d'agglomération de Saint-Quentin, aboutissant au regroupement de 39 communes comptant 83 287 habitants ;
- la fusion de la communauté de communes des Vallons d'Anizy et de la communauté de communes du Val de l'Ailette ;
- la fusion de la communauté de communes Chauny-Tergnier  et de la communauté de communes des Villes d'Oyse pour créer une communauté d'agglomération étendue aux communes de Bichancourt, Manicamp et Quierzy, aboutissant au regroupement de 48 communes comptant 56 490 habitants ;
- la fusion de la communauté de communes du Pays de la Vallée de l'Aisne  et de la communauté de communes Villers-Cotterêts - Forêt de Retz, étendue aux communes de Ancienville, Chouy, Dammard, La Ferté-Milon, Macogny, Marizy-Sainte-Geneviève, Marizy-Saint-Mard, Monnes, Noroy-sur-Ourcq, Passy-en-Valois, Silly-la-Poterie et Troesnes, aboutissant au regroupement de 54 communes comptant 30 023 habitants ;
- la fusion de la communauté de communes de l'Ourcq et du Clignon, de la communauté de communes du Tardenois, de la  communauté de communes du canton de Condé-en-Brie et la communauté de communes de la Région de Château-Thierry, aboutissant à la création d'une communauté d'agglomération regroupant 87 communes comptant 53 229 habitants[26].

La mise en œuvre de ces préconisations a été soumise à l'avis des majorités qualifiées des conseils municipaux et conseils communautaires concernés.